# Філемон Отьєно
Філемон Омонді Отьєно (англ. Philemon Omondi Otieno, нар. 18 жовтня 1992) — кенійський футболіст, півзахисник клубу «Гор Магія».
Гравець національної збірної Кенії. Триразовий чемпіон Кенії.

## Клубна кар'єра
У футболі дебютував 2015 року виступами за команду «Усуру», в якій провів два сезони, взявши участь у 26 матчах чемпіонату. 
До складу клубу «Гор Магія» приєднався 2017 року. Станом на 26 червня 2019 року відіграв за команду з Найробі 34 матчі в національному чемпіонаті.

## Виступи за збірну
2018 року дебютував в офіційних матчах у складі національної збірної Кенії.
У складі збірної був учасником Кубка африканських націй 2019 року в Єгипті, де зіграв у двох програних матчах Алжиру (0-2) і Сенегалу (0-3), а його команда не зуміла подолати бар'єр групового етапу.

## Титули і досягнення
- Чемпіон Кенії (3):

«Гор Магія»: 2017, 2018, 2018—2019